# Rožanski Kukovi
Rožanski Kukovi är bergstoppar i Kroatien.   De ligger i länet Lika, i den centrala delen av landet, 140 km sydväst om huvudstaden Zagreb.